# Veras
Veras és una entitat de població de l'Uruguai, ubicada al sud-est del departament de Salto.
Es troba a 185 metres sobre el nivell del mar. Té una població aproximada de 100 habitants.